# Diomedes Núñez Guzmán
Diomedes Núñez Guzmán (Santa Cruz de Mao, 3 de febrero de 1967 – Santo Domingo, 9 de marzo de 2025) fue un cantante, trompetista y compositor dominicano, reconocido por su destacada participación en el merengue durante los años dorados del género. A lo largo de su carrera, formó parte de importantes agrupaciones musicales del país y aportó significativamente a la música popular dominicana.

## Biografía

### Primeros años
Núñez nació en Santa Cruz de Mao, provincia Valverde, el 3 de febrero de 1967. Fue hijo de Zunilda Guzmán y del trompetista Diosnedy Antonio Núñez, conocido como Papirilo. Desde temprana edad mostró talento musical, tocando la tambora como juego infantil. Vivió con sus abuelos hasta los once años, luego se trasladó a Santo Domingo con sus padres.
Fue inscrito en el Conservatorio Nacional de Música, donde culminó con excelencia sus estudios de trompeta y armonía, y perfeccionó su técnica vocal con maestros particulares. Durante su adolescencia formó parte de la Filarmónica Juvenil como trompetista.

### Inicios musicales
Su carrera profesional comenzó cuando fue presentado al cantante Alex Bueno, quien lo integró a su orquesta a los 16 años. Por su talento vocal, pasó de músico a corista y más adelante a vocalista principal.
Posteriormente, Bienvenido Rodríguez lo invitó a grabar una de las primeras bachatas adaptadas al merengue: Las estrellas brillarán, del maestro Ramón Torres.

### Carrera artística
Diomedes Núñez fue integrante de importantes agrupaciones como Los Hijos del Rey, compartiendo escenario con Sergio Vargas y otros destacados artistas. También formó parte de El equipo de Dioni Fernández, una de las más respetadas agrupaciones del país.
Más adelante, se unió a la Orquesta Internacional de Ramón Orlando, donde se consolidó como cantante principal.
El 31 de agosto de 1993, debutó con su propia agrupación llamada El Grupo Mío, donde interpretaba éxitos pasados y nuevos temas, consolidándose como uno de los merengueros más representativos de su época. En su carrera grabó más de 100 merengues.

### Problemas de salud
En 2024, Núñez fue diagnosticado con insuficiencia renal y comenzó tratamiento de diálisis dos veces por semana. También enfrentó otras complicaciones, incluyendo hipertensión silenciosa, una infección amebiana grave y problemas biliares. Durante este proceso, se acercó a la fe cristiana, expresando públicamente que él y su esposa aceptaron a Jesucristo como su salvador.
Tras una leve mejoría, volvió a grabar un merengue titulado Un día especial, inspirado en su experiencia de salud, con arreglos y composición de su tamborero El Abuelo.

## Fallecimiento
Diomedes Núñez falleció el 9 de marzo de 2025 en Santo Domingo, a los 58 años, debido a complicaciones relacionadas con su condición renal. La noticia fue confirmada por el productor musical Bebeto TV, causando gran pesar en el ámbito artístico dominicano.

## Legado
Diomedes Núñez es recordado como una de las voces más representativas del merengue dominicano. Su participación en agrupaciones emblemáticas y su extensa discografía lo convierten en una figura icónica de la música popular dominicana.